# Japonés medio tardío
El japonés medio tardío (中世日本語 chūsei nihongo?) es la etapa de la lengua japonesa que apareció después del japonés medio temprano. Es un periodo de transición en el cual perdió muchas características arcaicas y es más cercano a la forma moderna.
Este periodo abarcó aproximadamente 500 años, desde el siglo XII hasta el siglo XVI. Habitualmente se divide en una forma temprana y tardía. Políticamente, la primera mitad del japonés medio tardío consiste en el final de la era Heian y el periodo Kamakura y la segunda mitad se dio en el periodo Muromachi.

## Antecedentes
El final del siglo doce fue un periodo de transición de la sociedad aristocrática de nobles en el periodo Heian a la sociedad feudal de la clase guerrera. Acompañando a este cambio, el centro político se movió con el establecimiento de varios shogunatos en el este.
Nuevos movimientos religiosos budistas comenzaron y gracias a su esparcimiento la alfabetización se incrementó.
A medidos del siglo XVI, los misioneros portugueses llegaron a Japón. Introdujeron tecnología, conceptos occidentales y también su lenguaje. Varios préstamos portugueses entraron al idioma.
Para esparcir el catolicismo, los misioneros portugueses estudiaron y aprendieron japonés, gracias a ello crearon varias gramáticas, diccionarios y también tradujeron un poco de su literatura. Estos recursos han sido de gran valor para el estudio del japonés medio tardío.

## Fonología

### Vocales
El japonés medio temprano tenía cinco vocales: /i, e, a, o, u/.
- /i/: [i]
- /e/: [je], [e]?
- /a/: [a]
- /o/: [wo], [o]?
- /u/: [u]

Inicialmente /e/ y /o/ se realizaban en las semivocales [j] y [w] respectivamente.
 Esto es el resultado de fusiones tempranas heredadas del japonés medio temprano. De cualquier manera no está claro y es tema de debate el cómo se realizaron cuando estaban precedidas por consonantes.
Adicionalmente, había dos tipos de o largas: [ɔː] y [oː]. La secuencia vocálica /au/ se contrajo a [ɔː], y /ou/ y /eu/ se contrajeron en [oː] y [joː] respectivamente. Hay numerosos ejemplos como:
- /hayaku/ «rápidamente»: /hayau/: [ɸajaku] > [ɸajau] > [ɸajɔː]
- /omou/ «pensar»: [womou] > [womoː]

### Consonantes
| Consonantes del japonés medio temprano | Consonantes del japonés medio temprano | Consonantes del japonés medio temprano | Consonantes del japonés medio temprano | Consonantes del japonés medio temprano | Consonantes del japonés medio temprano | Consonantes del japonés medio temprano |
|                                        | Bilabial                               | Alveolar                               | Postalveolar                           | Palatal                                | Velar                                  | Uvular                                 |
| -------------------------------------- | -------------------------------------- | -------------------------------------- | -------------------------------------- | -------------------------------------- | -------------------------------------- | -------------------------------------- |
| Plosiva                                | p b                                    | t d                                    |                                        |                                        | k ɡ                                    |                                        |
| Africada                               |                                        | t͡s d͡z                                  | t͡ɕ d͡ʑ                                  |                                        |                                        |                                        |
| Nasal                                  | m                                      | n                                      |                                        |                                        |                                        | ɴ                                      |
| Fricativa                              | ɸ                                      | s z                                    | ɕ ʑ                                    |                                        |                                        |                                        |
| Vibrante simple                        |                                        |                                        | ɺ                                      |                                        |                                        |                                        |
| Aproximante                            |                                        |                                        |                                        | j                                      | ɰ                                      |                                        |

Además, había dos fonemas /N/ y /Q/. «Antes de una pausa /N/ es una [ɴ] uvular; se asimila al lugar de articulación de una pausa, una africada o una nasal siguiente». «/Q/ se convierte en una copia fonética de la siguiente obstruyente».
- /s, z/, /t, d/, /n/, /h, b/, /p/, /m/, y /r/ podrían palatalizarse.

Las consonantes labializadas /kw/ y /gw/ aparecieron durante el japonés medio temprano. Durante este periodo, las consonantes labializadas precedidas de -i y -e de fusionaron con sus parejas no labiales. Específicamente:
- /kwi/ > /ki/
- /gwi/ > /gi/
- /kwe/ > /ke/
- /gwe/ > /ge/

La distinción entre /ka/ y /kwa/ no se perdió.
Las sibilantes /s/ y /z/ se palatalizaron antes de /i/ y /e/. Con la siguiente distribución:
- /sa, za/: [sa, za]
- /si, zi/: [ɕi, ʑi]
- /su, zu/: [su, zu]
- /se, ze/: [ɕe, ʑe]
- /so, zo/: [so, zo]

João Rodrigues dijo en Arte da Lingoa de Japam que los dialectos orientales eran famosos por realizar /se/ como [se] más que como [ɕe]. Nótese que en el japonés moderno /se, ze/ se convirtió en [se, ze] mientras que /si, zi/ si se conservó como [ɕi, ʑi].
/t/ y /d/ se distinguían de las sibilantes en todas las posiciones, sin embargo, se volvían africadas antes de /i, u/:
- /ti, di/: [t͡ɕi, d͡ʑi]
- /tu, du/: [tsu, dzu]

#### Prenasalización
Las consonantes oclusivas sonoras y fricativas se prenasalizaban:
- /g/: [ᵑɡ]
- /z/: [ⁿz]
- /d/: [ⁿd]
- /b/: [ᵐb]

João Rodrigues hizo esta observación en Arte da Lingoa de Japam. Además, en el libro coreano «Chephay sine [...], b, d, z, g se escriben como -mp-, -nt-, -nz-, -ngk- con el alfabeto hangul» indicando prenasalización.
Los efectos de la prenasalización también pudieron haber sido apreciables en la transcripción de palabras como muma < /uma/ «caballo» y mube < /ube/ «verdadero».

#### /h/ y /p/
A pesar de que el proto japonés tenía una *[p], ya en el japonés antiguo se convirtió en [ɸ]. El japonés medio tardío reintrodujo la [p], que contrastaba con  [ɸ] y de esta forma era tratada como un nuevo fonema. Durante el periodo del japonés moderno temprano [ɸ] se volvió [h] en muchos dialectos y continúa igual en la actualidad. La [p] se encuentra en palabras miméticas (similar a onomatopeyas pero en vez de representar sonidos representan movimientos o acciones) como pinpin y patto, así como en préstamos chinos como sanpai y nippon.
La /h/ media se convierte en [w] cuando la sigue una /a/. Antes de las demás vocales desaparece. Por lo tanto:
- /-ha/: [wa]
- /-hi/: [i]
- /-hu/: [u]
- /-he/: [je]
- /-ho/: [wo]

#### Semivocales
La /w/ se distribuía como:
- /wa/: [wa]
- /wi/: [i]
- /we/: [je]
- /wo/: [wo]

La fusión previa de /o/ y /wo/ en [wo] durante el japonés medio temprano continuó hasta el japonés medio tardío además de la de la fusión de /e/ y /we/ en [je] para el siglo XII.
/y/ se distribuía como:
- /ya/: [ja]
- /yu/: [ju]
- /ye/: [je]
- /yo/: [jo]

Debido a varias fusiones, /e/, /we/ y /ye/ se realizaron en [je] y por lo tanto son indistinguibles entre sí.

### Estructura silábica
Tradicionalmente las sílabas tenían una estructura (C)V. De tal anera no había necesidad de diferenciar las sílabas de las moras. Sin embargo, los préstamos chinos introdujeron nuevos tipos de sonidos que podían terminar en -m, -n, or -t, una estructura silábica (C)V(C). Las moras se basan en la estructura tradicional (C)V.
Durante este periodo, los finales de sílaba -m y -n, inicialmente se diferenciaban pero por el fin del periodo temprano, ambos se habían fusionado en /N/.

### Geminación media
Los finales de sílaba -m, -n, -t seguidos por vocales o semivocales experimentaron una geminación y se convirtieron en los grupos consonánticos -mm-, -nn- y -tt-.
-m > -mm-:
- samwi > sammi "Tercer rango"

-n > -nn-:
- ten'wau > tennau > tennoː "emperador"
- kwan'on > kwannon "diosa de la misericordia"
- kon'ya > konnya "esta noche"

-t > -tt-:
- set'in > settin 雪隠 "inodoro"
- konnitwa > konnitta "hola"
- but'on > button "bendición de Buda"

### Onbin
Onbin (音便?, "eufonía") es un tipo de cambios de sonido esporádicos.
"No eran automáticos o sin excepciones", y sus causas exactas son todavía debatidas. Aunque también aparecen en las etapas más tempranas de la lengua, el onbin es particularmente predominante durante el japonés medio tardío, en el que tuvo una gran influencia en la mofología verbal y adjetival.
Verbos:
- yom- "leer": /yomite/ > /yoNde/ [joɴde]
- kuh- "comer": /kuhite/ > /kuute/ [kuːte] :: /kuQte/ [kutte]

En el ejemplo de kuh- hay dos posibles consecuencias, la primera particular a los dialectos del oeste y la segunda a los del este.
Adjetivos:
- /hayaku/ "rápidamente" > /hayau/: [ɸajaku] > [ɸajau] > [ɸajɔː]
- /kataki/ "difícil" > /katai/ [katai]

En ambas palabras la velar medieval -k- desaparece por elisión.

## Gramática
Algunas formas gramaticales arcaicas desaparecieron, acercándolo más a la forma moderna.
Uno de los desarrollos más importantes fue el reemplazo de la forma conclusiva por la atributiva, lo que dio lugar a diversos cambios:
- Es instrumental en el cambio de verbos bigrado a monogrado.[10]
- Causa una cadena de acontecimientos en las dos clases adjetivales que finalmente resultan la fusión de ambas.
- Debilita el sistema kakarimusubi.
- El verbo ar- "ser", que una vez fue irregular, empieza a regularizarse como cuadrigrado.

### Verbos
El japonés medio tardío heredó las nueve conjugaciones verbales del japonés medio temprano:
| Clase de verbo         | Irrealis | Adverbial | Conclusivo | Atributivo | Realis | Imperativo |
| ---------------------- | -------- | --------- | ---------- | ---------- | ------ | ---------- |
| Cuarto grado           | -a       | -i        | -u         | -u         | -e     | -e         |
| Primer grado superior  | -i       | -i        | -iru       | -iru       | -ire   | -i(yo)     |
| Segundo grado superior | -i       | -i        | -u         | -uru       | -ure   | -i(yo)     |
| Primer grado inferior  | -e       | -e        | -eru       | -eru       | -ere   | -e(yo)     |
| Segundo grado inferior | -e       | -e        | -u         | -uru       | -ure   | -e(yo)     |
| K-irregular            | -o       | -i        | -u         | -uru       | -ure   | -o         |
| S-irregular            | -e       | -i        | -u         | -uru       | -ure   | -e(yo)     |
| N-irregular            | -a       | -i        | -u         | -uru       | -ure   | -e         |
| R-irregular            | -a       | -i        | -i         | -u         | -e     | -e         |

Aun así, durante este perioso, los verbos bigrado cambiaron gradualmente a monogrados. Este proceso terminó durante el japonés moderno temprano. Esto es en parte, resultado de la fusión de las formas conclusivas y atributivas.

### Adjetivos
Existían dos tipos de adjetivos: adjetivos regulares y sustantivos adjetivales.

#### Adjetivos regulares
Los adjetivos regulares tradicionalmente se subclasificaban en dos tipos: aquellos cuya forma adverbial termina en -ku y aquellos que terminan en -siku:
| Adjective Class | Irrealis | Adverbial | Conclusive | Attributive | Realis  | Imperative | Notes    |
| --------------- | -------- | --------- | ---------- | ----------- | ------- | ---------- | -------- |
| -ku             | -ku      | -si       | -ki        |             |         |            |          |
| -ku             | -u       | -ki       | -i         |             |         |            | Temprano |
| -ku             | -u       | -i        | -i         |             |         |            | Tardío   |
| -ku             | -kara    | -kari     | -karu      | -kere       | -kare   |            |          |
| -siku           | -siku    | -si       | -siki      |             |         |            |          |
| -siku           | -siu     | -sisi     | -sii       |             |         |            | Temprano |
| -siku           | -siu     | -sii      | -sii       |             |         |            | Tardío   |
| -siku           | -sikara  | -sikari   | -sikaru    | -sikere     | -sikare |            |          |

Había tres cambios notables que finalmente colapsaron la distinción de dos maneras a una:
- En el periodo temprano, el -siku conclusivo desarrolló una forma -sisi.
- Las formas conclusivas y atributivas se fusionaron.
- En el periodo tardío, el sufijo adjetival -ki se reduce a -i.

Aun cuando la distinción gramatical entre las dos clases desapareció, la distinción histórica se utiliza para dar explicaciones de ciertas formas presentes de adjetivos -shii, notablemente los cambios eufónicos (音便) que ocurre en el registro formal de adjetivos (es decir, seguido por ござる gozaru 'ser/estar' o 存じる zonjiru 'saber').

#### Sustantivos adjetivales
Hay dos clases de sustantivos adjetivales heredados del japonés medio temprano: -nar y -tar.
| Tipo | Irrealis | Adverbial | Conclusivo | Atributivo    | Realis | Imperativo | Notes    |
| ---- | -------- | --------- | ---------- | ------------- | ------ | ---------- | -------- |
| Nar- | -nara    | -nari -ni | -nari      | -naru -na     | -nare  |            | Temprano |
| Nar- | -nara    | -ni -de   | -dya -na   | -naru -na -no | -nare  |            | Tardío   |
| Tar- | -to      | -tari     | -taru      |               |        |            | Temprano |
| Tar- | -to      | -taru     |            |               |        |            | Tardío   |

El desarrollo más prominente es la reducción de atributivo -naru a -na. Al fusionarse el concluyente y el atributivo también compartieron el nuevo -na. El tipo tar- se volvió más arcaico y de su distribución se redujo continuamente. En el japonés moderno quedan algunos adjetivos naru- y taru- fosilizados.

### Hipotético
La base realis se convirtió en el hipotético. La base realis se usaba para describir algo que ya había pasado. Éste uso empezó a desaparecer y dio resultado a un uso hipotético que no había ocurrido. El japonés moderno sólo tiene la forma hipotética, ya no existe el realis.

### Imperativo
El imperativo tradicionalmente terminaba sin ningún sufijo o -yo. Durante este periodo, el sufijo -i se unió a verbos de segundo grado inferior, k-irregular y s-irregular:
- kure + i: kurei "dame"
- ko + i: koi "ven"
- se + i: sei "hacer"

João Rodrigues escribió en Arte da Lingoa de Japam que -yo se podía reemplazar con -ro como en miyo > miro "ver". Nótese que en el siglo VIII los dialectos del este del japonés antiguo también tenían el imperativo -ro,que al igual que en el japonés moderno, es el imperativo estándar.

### Tiempos verbales
El tiempo verbal y el aspecto gramatical experimentaron cambios radicales. El perfectivo n-, t-, y r- así como el tiempo pasado k-/s- y ker- se volvieron obsoletos. En su lugar tar- se pasó de ser el aspecto perfectivo a un tiempo pasado común. Esto finalmente se convirtió en ta, el marcador tiempo pasado moderno.

### Partículas
Una partícula de caso nueva de está desarrollado de ni te.
El sufijo de conjetura -mu experimentó varios cambios fonológicos: mu > m > N > ũ. Combinandose con la vocal de la base irrealis al cual sujeta, se convertiría entonces en una vocal larga algunas veces, precedida de una -y-.